# رابرت فیتزجرالد (ورزشکار)
رابرت فیتزجرالد (انگلیسی: Robert Fitzgerald; ۳ اکتبر ۱۹۲۳ – ۲۲ آوریل ۲۰۰۵) اسکیت‌باز سرعت اهل ایالات متحده آمریکا بود.